# Route nationale 37 (Inde)
Pour les articles homonymes, voir Route nationale 37.
La Route nationale 37 (en anglais : National Highway 37, sigle NH 37), une route nationale  en Inde qui commence à Badarpur près de Karimganj dans l’Assam et se termine à Imphāl au Manipur.

## Tracé
La route nationale 37 traverse les localités suivantes,:
- Karimganj
- Badarpur
- Katakhal
- Silchar
- Pailapool
- Fulertal
- Lālpāni
- Jiribam
- Phaibok
- Kaimai
- Bolongdai
- Noney
- Tupul
- Imphāl